# Picăturile
Picăturile – wieś w Rumunii, w okręgu Dolj, w gminie Murgași. W 2011 roku liczyła 152 mieszkańców.